# Agyrtacantha microstigma
Agyrtacantha microstigma – gatunek ważki z rodziny żagnicowatych (Aeshnidae).